# Sępólno Krajeńskie
Sępólno Krajeńskie est une ville de Pologne, située au nord-ouest du pays, dans la voïvodie de Couïavie-Poméranie. Elle est le chef-lieu de la gmina de Sępólno Krajeńskie et du powiat de Sępólno.

## Histoire
De 1818 à 1945, Zempelburg fait partie de l'arrondissement de Flatow (de) dans le district de Marienwerder au sein de la province de Prusse-Occidentale.